# Theo Jubitana
Theodoris Bernardus (Theo) Jubitana (Nickerie, 10 april 1965 – Paramaribo, 20 juli 2021) was een Surinaams bestuurder en politicus. Hij was sinds 2011 kapitein van het inheemse dorp Hollandse Kamp. Daarnaast was hij sinds 2017 voorzitter van de Vereniging Inheemse Dorpshoofden Suriname (VIDS) en sinds 2019 partijleider van de politieke Amazone Partij Suriname. Hij overleed in juli 2021 aan de gevolgen van COVID-19.

## Biografie

### Jonge jaren
Theodoris Bernardus Jubitana werd op 10 april 1965 geboren in Nickerie, als negende van elf kinderen. Hij groeide op in het dorp Tapoeripa. Na de lagere school verbleef hij zes jaar lang in een internaat in Paramaribo en had hij les op de technische school en leerde hij voor onderwijzer in het nijverheidsonderwijs (OLNO).

### Kapitein van Hollandse Kamp
Jubitana werd in de dorpsvergadering van 7 augustus 2011 gekozen tot kapitein van Hollandse Kamp in het district Para. Hiermee volgde hij Stefanus Sabajo op. Zijn leiderschap werd op 3 september bekrachtigd door een vertegenwoordiger van de districtscommissaris. Op 4 februari 2012 werden hij en zijn drie basja's traditioneel ingewijd in bijzijn van president Desi Bouterse.

### Voorzitter OSIP en VIDS
Vervolgens werd hij gekozen tot voorzitter van de Organisatie Samenwerkende Inheemse Dorpen in Para en Wanica (OSIP). Een belangrijke pijler onder zijn beleid was het opeisen en afdwingen van de grondenrechten van inheemsen. Na een manifestatie in augustus 2016 kwamen hierover gesprekken met de regering op gang.
Na een vergadering van vier dagen nam hij in augustus 2017 het voorzitterschap over van Lesley Artist van de landelijke Vereniging Inheemse Dorpshoofden Suriname (VIDS). In september 2018 kwam er een scheuring in de VIDS, nadat Artist met zijn dorp Redidoti uit de vereniging stapte. Hieraan ten grondslag lag volgens Artist een onenigheid tussen hem en Jubitana. Er zouden negen andere dorpen volgen. Volgens Jubitana werden aanvallen en dreigementen al verwacht omdat het proces rondom de grondenrechten in een cruciale fase terecht was gekomen. In oktober 2019 werd een conceptwet opgeleverd door Edgar Dikan, de minister van Regionale Ontwikkeling.

### Amazone Partij Suriname
In juni 2019 nam Jubitana het roer van de Amazone Partij Suriname over van René Artist. Deze stap maakte hij om vanuit de politiek meer invloed uit te kunnen oefenen. "Inheemsen in het parlement kunnen moeilijk iets doen, omdat ze vanwege partijdiscipline monddood worden gemaakt," zo lichtte hij zijn stap toe.
Hij kandideerde tijdens verkiezingen van 2020 voor een zetel in De Nationale Assemblée. Zijn partij verwierf echter geen zetels.

### Ziekte en overlijden
In de eerste week van juli 2021, tijdens de coronacrisis, werd hij in het ziekenhuis opgenomen nadat hij besmet was geraakt met COVID-19. Op 20 juli overleed hij aan de gevolgen van de virusziekte. Jubitana is 56 jaar oud geworden.